# Гилбрук, Расселл
Ра́ссел Ги́лбрук (англ. Russell Gilbrook; род. 17 мая 1964, Лондон) — английский барабанщик, наиболее известен как участник рок-группы Uriah Heep.
Прошел становление на концертных площадках Великобритании. Он с такими артистами как Грег Биссонетте и провел тур вместе с Либерти Девитто. Он работал и гастролировал с Крисом Барбером и его группой, а также с Аланом Прайсом, участвовал в записи его альбома Liberty.
Он также заменил Кози Пауэлла в группе Bedlam (где он играл с братьями Дэйвом и Дэнни Болл и вокалистом Франком Аиэлло). Гилбрук также сыграл с Питом Барденсом на одном из его альбомов. Гилбрук также работал с Тони Айомми, Лонни Донеган, Джоном Фарнемом, Ваном Моррисоном и Тобиасом Самметом.
Рассел Гилбрук не только выступал и записывался, но занимался обучением игры на ударных: он давал уроки на музыкальном канале Sky Television и занимал должность в Брайтонском институте современной музыки, а также опубликовал несколько учебных пособий. Он провёл несколько специализированных курсов по игре на барабанах по всей Европе.
В 2000-е он играл с группой Essex, которые специализировались на кавер-версиях песен, в состав которого входили Дэйв Мур (вокал), Пит Финч (клавишные), Алан Монтэг (бас-гитара) и Бен Ньютон (гитара).
Гилбрук, вместе с Marrell Drums, разработал дизайн калаталки для бас-барабана, на котором он играет. Он использует барабаны Mapex, малые барабаны Marrell Lightspeed.
В январе 2007 года барабанщик Ли Керслейк покинул Uriah Heep по состоянию здоровья. В марте было объявлено, что новым барабанщиком будет Расселл Гилбрук. 14 апреля 2007 года Гилбрук дебютировал в составе группы на концерте в Вуокатти, Финляндия.
В 2012 году было объявлено, что Гилбрук будет барабанщиком на новом альбоме проекта Avantasia, который называется The Mystery of Time.